# Arnošt Pšenička
Arnošt Pšenička (8. června 1916 Bardejov – 24. října 1977 Košice) byl slovenský a československý politik Komunistické strany Slovenska, poválečný poslanec Slovenské národní rady a poúnorový poslanec Národního shromáždění ČSR.

## Biografie
Roku 1948 se profesně uvádí jako stavitel.
Na základě výsledků parlamentních voleb roku 1946 byl zvolen do Slovenské národní rady. Ve volbách roku 1948 byl zvolen do Národního shromáždění za KSČ ve volebním kraji Prešov. V parlamentu zasedal do ledna 1951, kdy rezignoval a nahradil ho František Gracel.
V letech 1945–1950 se uvádí jako člen Ústředního výboru Komunistické strany Slovenska. IX. sjezd KSČ ho zvolil náhradníkem Ústředního výboru Komunistické strany Československa. V únoru 1951 (rok v původním dokumentu neuveden) vzato na vědomí, že vyloučením z KSČ zaniklo členství v ÚV KSČ. V únoru 1951 oznámil komunistický funkcionář Štefan Bašťovanský ve zprávě o potírání buržoazního nacionalismu, že ze strany byl pro tuto úchylku vyloučen i Arnošt Pšenička, do té doby krajský tajemník KSS v Prešově. Důvodem mělo být těžké porušení vnitrostranické demokracie, potlačování kritiky a diktátorské metody práce.